# Seznam dílů seriálu Bob miluje Abisholu
Toto je seznam dílů seriálu Bob miluje Abisholu.

## Přehled řad
| Řada | Díly | Premiéra v USA     | Premiéra v USA  | Premiéra v ČR  | Premiéra v ČR  |
| Řada | Díly | První díl          | Poslední díl    | První díl      | Poslední díl   |
| ---- | ---- | ------------------ | --------------- | -------------- | -------------- |
| 1    | 20   | 23. září 2019      | 13. dubna 2020  | 10. ledna 2023 | 20. ledna 2023 |
| 2    | 18   | 16. listopadu 2020 | 17. května 2021 | 20. ledna 2023 | 29. ledna 2023 |
| 3    | 22   | 20. září 2021      | 23. května 2022 | 29. ledna 2023 | 9. února 2023  |
| 4    | 22   | 19. září 2023      | 22. května 2023 | bude oznámeno  | bude oznámeno  |

## Seznam dílů

### První řada (2019–2020)
| Č. v seriálu | Č. v řadě | Původní název                           | Český název                      | Režie                | Scénář                                                                                             | Premiéra v USA     | Premiéra v ČR  |
| ------------ | --------- | --------------------------------------- | -------------------------------- | -------------------- | -------------------------------------------------------------------------------------------------- | ------------------ | -------------- |
| 1            | 1         | Pilot                                   | Láska a podkolenky               | Beth McCarthy-Miller | Chuck Lorre, Eddie Gorodetsky, Al Higgins a Gina Yashere                                           | 23. září 2019      | 10. ledna 2023 |
| 2            | 2         | Nigerians Don't Do Useless Things       | Nigerijci nedělají zbytečné věci | Beth McCarthy-Miller | Chuck Lorre, Al Higgins a Gina Yashere                                                             | 30. září 2019      | 11. ledna 2023 |
| 3            | 3         | A Bird May Love a Fish                  | Pták může milovat rybu           | Beth McCarthy-Miller | Chuck Lorre, Al Higgins a Gina Yashere                                                             | 7. října 2019      | 11. ledna 2023 |
| 4            | 4         | Square Hamburger, Round Buns            | Hranatý hamburger, kulatá žemle  | Beth McCarthy-Miller | námět: Chuck Lorre, Al Higgins a Gina Yashere scénář: Carla Filisha, Gloria Bigelow a Marla DuMott | 14. října 2019     | 12. ledna 2023 |
| 5            | 5         | Whacking the Mole                       | Praštit krtka                    | Beth McCarthy-Miller | námět: Al Higgins a Gina Yashere scénář: Chuck Lorre a Matt Ross                                   | 21. října 2019     | 12. ledna 2023 |
| 6            | 6         | Ralph Lauren and Fish                   | Mrtvice                          | Beth McCarthy-Miller | námět: Chuck Lorre a Al Higgins scénář: David Goetsch a Gina Yashere                               | 28. října 2019     | 13. ledna 2023 |
| 7            | 7         | Tough Like a Laundromat Washing Machine | Má výdrž jako pračka v prádelně  | Beth McCarthy-Miller | námět: Chuck Lorre, Al Higgins a Gina Yashere scénář: Matt Ross                                    | 4. listopadu 2019  | 13. ledna 2023 |
| 8            | 8         | Useless Potheads                        | Neschopní vyhulenci              | Beth McCarthy-Miller | námět: Chuck Lorre a Al Higgins scénář: Matt Ross, Gina Yashere a Ibet Inyang                      | 18. listopadu 2019 | 14. ledna 2023 |
| 9            | 9         | We Were Beggars, Now We Are Choosers    | Žebrali jsme, teď si vybíráme    | Beth McCarthy-Miller | námět: Chuck Lorre, Al Higgins a Gina Yashere scénář: Matt Ross, Carla Filisha a David Goetsch     | 25. listopadu 2019 | 14. ledna 2023 |
| 10           | 10        | Ice Cream for Breakfast                 | Zmrzlina k snídani               | Beth McCarthy-Miller | námět: Chuck Lorre a Al Higgins scénář: Dave Goetsch, Matt Ross a Gina Yashere                     | 9. prosince 2019   | 15. ledna 2023 |
| 11           | 11        | Splitting the Hairs                     | Ošklivá hádka                    | Beth McCarthy-Miller | námět: Chuck Lorre, Al Higgins a Gloria Bigelow scénář: Carla Filisha, Ibet Inyang a Marla DuMont  | 16. prosince 2019  | 15. ledna 2023 |
| 12           | 12        | There's My Nigerians                    | To jsou mí Nigerijci             | Beth McCarthy-Miller | námět: Chuck Lorre, Al Higgins a Gina Yashere scénář: Dave Goetsch, Carla Filisha a Matt Ross      | 6. ledna 2020      | 16. ledna 2023 |
| 13           | 13        | The Canadians of Africa                 | Kanaďané Afriky                  | Beth McCarthy-Miller | námět: Chuck Lorre, Al Higgins a Gina Yashere scénář: Dave Goetsch, Carla Filisha a Matt Ross      | 20. ledna 2020     | 16. ledna 2023 |
| 14           | 14        | Full-Frontal Dottie                     | Dottie opět v plné parádě        | Beth McCarthy-Miller | námět: Chuck Lorre, Al Higgins a Gina Yashere scénář: Dave Goetsch a Matt Ross                     | 3. února 2020      | 17. ledna 2023 |
| 15           | 15        | Black Ice                               | Náledí                           | Beth McCarthy-Miller | námět: Chuck Lorre, Al Higgins a Gina Yashere scénář: Ibet Inyang                                  | 10. února 2020     | 17. ledna 2023 |
| 16           | 16        | Where's Your Other Wives, Tunde?        | Když jde o sex                   | Beth McCarthy-Miller | námět: Chuck Lorre scénář: Al Higgins                                                              | 17. února 2020     | 18. ledna 2023 |
| 17           | 17        | A Big, White Thumb                      | Velký bílý palec                 | Beth McCarthy-Miller | námět: Chuck Lorre, Gina Yashere a Carla Filisha scénář: Matt Ross                                 | 9. března 2020     | 18. ledna 2023 |
| 18           | 18        | Sock Wife!                              | Ponožkářova bejvalka             | Beth McCarthy-Miller | námět: Chuck Lorre, Al Higgins a Gloria Bigelow scénář: Matt Ross, Dave Goetsch a Gina Yashere     | 16. března 2020    | 19. ledna 2023 |
| 19           | 19        | Angry, Happy, Same Face                 | Vztek, štěstí, jeden výraz       | Beth McCarthy-Miller | námět: Chuck Lorre, Gina Yashere a Ibet Inyang scénář: Matt Ross, Carla Filisha a Marla DuMont     | 6. dubna 2020      | 19. ledna 2023 |
| 20           | 20        | Randy's a Wrangler                      | Randy je kovboj                  | Beth McCarthy-Miller | námět: Chuck Lorre, Al Higgins a Gina Yashere scénář: Matt Ross, Dave Goetsch a Carla Filisha      | 13. dubna 2020     | 20. ledna 2023 |

### Druhá řada (2020–2021)
| Č. v seriálu | Č. v řadě | Původní název                        | Český název                           | Režie                | Scénář                                                                                               | Premiéra v USA     | Premiéra v ČR  |
| ------------ | --------- | ------------------------------------ | ------------------------------------- | -------------------- | --- | ------------------ | -------------- |
| 21           | 1         | On a Dead Guy's Bench                | Na lavičce mrtvého muže               | Beth McCarthy-Miller | námět: Chuck Lorre, Al Higgins a Nathan Chetty scénář: Gina Yashere, Matt Ross a Ibet Inyang         | 16. listopadu 2020 | 20. ledna 2023 |
| 22           | 2         | Paris is for Lovers, Not Mothers     | Paříž je pro milence, ne pro matky    | Beth McCarthy-Miller | námět: Chuck Lorre, Gina Yashere a Carla Filisha scénář: Dave Goetsch, Gloria Bigelow a Marla DuMont | 23. listopadu 2020 | 21. ledna 2023 |
| 23           | 3         | Straight Outta Lagos                 | Přímo z Lagosu                        | Beth McCarthy-Miller | námět: Al Higgins, Gina Yashere a Matt Ross scénář: Carla Filisha, Dave Goetsch a Nathan Chetty      | 30. listopadu 2020 | 21. ledna 2023 |
| 24           | 4         | Camp Bananas                         | Kemp kokosů                           | Beth McCarthy-Miller | námět: Al Higgins, Gina Yashere a Matt Ross scénář: Ibet Inyang, Marla DuMont a Gloria Bigelow       | 7. prosince 2020   | 22. ledna 2023 |
| 25           | 5         | Sleeping Next to an Old Boat         | Spát vedle rozvrzané lodi             | Beth McCarthy-Miller | námět: Al Higgins, Gina Yashere a Carla Filisha scénář: Matt Ross, Nathan Chetty a Ibet Inyang       | 14. prosince 2020  | 22. ledna 2023 |
| 26           | 6         | A Tight Ass is a Wonderful Thing     | Být pedant je báječná věc             | Beth McCarthy-Miller | námět: Chuck Lorre, Gina Yashere a Marla DuMont scénář: Matt Ross, Dave Goetsch a Carla Filisha      | 4. ledna 2021      | 23. ledna 2023 |
| 27           | 7         | The Wrong Adebambo                   | Nesprávný Adebambo                    | Kristy Cecil         | námět: Al Higgins, Matt Ross a Gloria Bigelow scénář: Dave Goetsch, Gina Yashere a Marla DuMont      | 18. ledna 2021     | 23. ledna 2023 |
| 28           | 8         | Honest Yak Prices                    | Poctivé ceny jačí srsti               | Beth McCarthy-Miller | námět: Al Higgins, Matt Ross a Ibet Inyang scénář: Gina Yashere, Nathan Chetty a Gloria Bigelow      | 25. ledna 2021     | 24. ledna 2023 |
| 29           | 9         | Tunde the Boy King                   | Tunde jako chlapecký král             | Beth McCarthy-Miller | námět: Al Higgins, Gina Yashere a Carla Filisha scénář: Matt Ross, Nathan Chetty a Ibet Inyang       | 8. února 2021      | 24. ledna 2023 |
| 30           | 10        | The Cheerleader Leader               | Hlavní roztleskávačka                 | Beth McCarthy-Miller | námět: Al Higgins, Gina Yashere a Marla DuMont scénář: Matt Ross, Nathan Chetty a Ibet Inyang        | 22. února 2021     | 25. ledna 2023 |
| 31           | 11        | I Did Not Raise Him to be a Teenager | Nevychovala jsem ho, aby byl puberťák | Beth McCarthy-Miller | námět: Al Higgins, Gina Yashere a Marla DuMont scénář: Matt Ross, Nathan Chetty a Ibet Inyang        | 8. března 2021     | 25. ledna 2023 |
| 32           | 12        | We Don't Rat on Family               | My na rodinu nepráskáme               | Beth McCarthy-Miller | námět: Al Higgins, Gina Yashere a Matt Ross scénář: Nathan Chetty, Gloria Bigelow a Carla Filisha    | 15. března 2021    | 26. ledna 2023 |
| 33           | 13        | A Big African Bassoon                | Velký africký fagot                   | Beth McCarthy-Miller | námět: Al Higgins, Gloria Bigelow a Dave Pilson scénář: Gina Yashere, Ibet Inyang a Marla DuMont     | 12. dubna 2021     | 26. ledna 2023 |
| 34           | 14        | A Tough Old Bird                     | Tuhý kořínek                          | Beth McCarthy-Miller | námět: Al Higgins, Gina Yashere a Nathan Chetty scénář: Matt Ross, Carla Filisha a Marla DuMont      | 19. dubna 2021     | 27. ledna 2023 |
| 35           | 15        | TLC: Tunde's Loving Care             | Tundeho milující péče                 | Beth McCarthy-Miller | námět: Al Higgins, Gina Yashere a Nathan Chetty scénář: Gina Yashere, Ibet Inyang a Marla DuMont     | 26. dubna 2021     | 27. ledna 2023 |
| 36           | 16        | Sights and Bites                     | Krásy a mňamky                        | Beth McCarthy-Miller | námět: Al Higgins, Gina Yashere a Ibet Inyang scénář: Matt Ross, Carla Filisha a Nathan Chetty       | 3. května 2021     | 28. ledna 2023 |
| 37           | 17        | The Devil's Taste Buds               | Ďábelské chuťové pohárky              | Beth McCarthy-Miller | námět: Al Higgins, Gina Yashere a Matt Ross scénář: Carla Filisha, Marla Dumont a Gloria Bigelow     | 10. května 2021    | 28. ledna 2023 |
| 38           | 18        | God Accepts Venmo                    | Bůh akceptuje Venmo                   | Beth McCarthy-Miller | námět: Al Higgins, Gina Yashere a Chuck Lorre scénář: Matt Ross, Nathan Chetty a Ibet Inyang         | 17. května 2021    | 29. ledna 2023 |

### Třetí řada (2021–2022)
| Č. v seriálu | Č. v řadě | Původní název                | Český název             | Režie                | Scénář | Premiéra v USA     | Premiéra v ČR  |
| ------------ | --------- | ---------------------------- | ----------------------- | -------------------- | --- | ------------------ | -------------- |
| 39           | 1         | Welcome to Lagos             | Cesta do Nigérie        | Beth McCarthy-Miller | námět: Al Higgins, Gina Yashere a Matt Ross scénář: Nathan Chetty, Carla Filisha a Ibet Inyang Beneche      | 20. září 2021      | 29. ledna 2023 |
| 40           | 2         | Bowango                      | Ukloň se a zmiz         | Beth McCarthy-Miller | námět: Al Higgins, Gina Yashere a Marla DuMont scénář: Matt Ross, Gloria Bigelow a Dave Pilson              | 27. září 2021      | 30. ledna 2023 |
| 41           | 3         | Dud                          | Nevydařená párty        | Beth McCarthy-Miller | námět: Al Higgins, Gina Yashere a Carla Filisha scénář: Nathan Chetty, Ibet Inyang Beneche a Marla DuMont   | 4. října 2021      | 30. ledna 2023 |
| 42           | 4         | Old Strokey                  | Stará a nemocná         | Beth McCarthy-Miller | námět: Al Higgins, Gina Yashere a Gloria Bigelow scénář: Matt Ross, Dave Pilson a Jamarcus Turner           | 11. října 2021     | 31. ledna 2023 |
| 43           | 5         | Greasy Badge of Honor        | Brunch                  | Beth McCarthy-Miller | námět: Al Higgins, Gina Yashere a Nathan Chetty scénář: Carla Filisha, Ibet Inyang Beneche a Marla DuMont   | 18. října 2021     | 31. ledna 2023 |
| 44           | 6         | The Devil's Throuple         | Ďábelská trojka         | Beth McCarthy-Miller | námět: Al Higgins, Gina Yashere a Dave Pilson scénář: Nathan Chetty, Gloria Bigelow a Jamarcus Turner       | 1. listopadu 2021  | 1. února 2023  |
| 45           | 7         | Fumble in the Dark           | Mazlení po tmě          | Beth McCarthy-Miller | námět: Al Higgins, Gina Yashere a Gloria Bigelow scénář: Matt Ross, Ibet Inyang Beneche a Dave Pilson       | 8. listopadu 2021  | 1. února 2023  |
| 46           | 8         | Light Duty                   | Lehčí práce             | Beth McCarthy-Miller | námět: Al Higgins, Gina Yashere a Dave Pilson scénář: Carla Filisha, Marla Dumont a Jamarcus Turner         | 29. listopadu 2021 | 2. února 2023  |
| 47           | 9         | I'm Not Edsel                | Já nejsem Edsel         | Beth McCarthy-Miller | námět: Al Higgins, Gina Yashere a Kelly Farrell scénář: Nathan Chetty, Gloria Bigelow a Dave Pilson         | 6. prosince 2021   | 2. února 2023  |
| 48           | 10        | Tunde123                     | Tchýně v domě           | Bayo Akinfemi        | námět: Al Higgins, Gina Yashere a Carla Filisha scénář: Matt Ross, Ibet Inyang Beneche a Jamarcus Turner    | 3. ledna 2022      | 3. února 2023  |
| 49           | 11        | Cats in a Bathtub            | Kočky ve vaně           | Beth McCarthy-Miller | námět: Al Higgins, Gina Yashere a Gloria Bigelow scénář: Nathan Chetty, Marla Dumont a Dave Pilson          | 17. ledna 2022     | 3. února 2023  |
| 50           | 12        | Your Beans are Flatlining    | Tvé fazole umírají      | Kristy Cecil         | námět: Al Higgins, Gina Yashere a Ibet Inyang Beneche scénář: Matt Ross, Carla Filisha a Jamarcus Turner    | 24. ledna 2022     | 4. února 2023  |
| 51           | 13        | One Man, No Baby             | Jeden muž bez dítěte    | Rhiannon O'Harra     | námět: Al Higgins, Gina Yashere a Marla Dumont scénář: Nathan Chetty, Gloria Bigelow a Dave Pilson          | 28. února 2022     | 4. února 2023  |
| 52           | 14        | Every Subpoena is a Tiny Hug | Leť, ptáčku, leť        | Beth McCarthy-Miller | námět: Al Higgins, Gina Yashere a Jamarcus Turner scénář: Carla Filisha, Ibet Inyang Beneche a Marla Dumont | 7. března 2022     | 5. února 2023  |
| 53           | 15        | Compress to Impress          | Ohromující komprese     | Beth McCarthy-Miller | námět: Chuck Lorre, Al Higgins a Gina Yashere scénář: Matt Ross, Gloria Bigelow a Dave Pilson               | 14. března 2022    | 5. února 2023  |
| 54           | 16        | I'll Sleep When I'm Dead     | Já se vyspím až v hrobě | Beth McCarthy-Miller | námět: Al Higgins, Gina Yashere a Ibet Inyang Beneche scénář: Nathan Chetty, Carla Filisha a Marla Dumont   | 21. března 2022    | 6. února 2023  |
| 55           | 17        | Inappropriate Nakedness      | Nevhodná nahota         | Beth McCarthy-Miller | námět: Al Higgins, Gina Yashere a Jamarcus Turner scénář: Matt Ross, Ibet Inyang Beneche a Dave Pilson      | 28. března 2022    | 6. února 2023  |
| 56           | 18        | Greasy Underdog              | Umaštěná kuchyň         | Beth McCarthy-Miller | námět: Al Higgins, Gina Yashere a Carla Filisha scénář: Nathan Chetty, Gloria Bigelow a Marla DuMont        | 18. dubna 2022     | 7. února 2023  |
| 57           | 19        | Who Raised You               | Kdo tě vychovával?      | Beth McCarthy-Miller | námět: Al Higgins, Gina Yashere a Nathan Chetty scénář: Matt Ross, Ibet Inyang Beneche a Jamarcus Turner    | 2. května 2022     | 7. února 2023  |
| 58           | 20        | Wrangling a Greased Pig      | Chytat namydlené prase  | Beth McCarthy-Miller | námět: Al Higgins, Gina Yashere a Carla Filisha scénář: Matt Ross, Gloria Bigelow a Dave Pilson             | 9. května 2022     | 8. února 2023  |
| 59           | 21        | A Little Slap and Tickle     | Menší techtle mechtle   | Beth McCarthy-Miller | námět: Al Higgins, Gina Yashere a Marla DuMont scénář: Carla Filisha, Ibet Inyang Beneche a Jamarcus Turner | 16. května 2022    | 8. února 2023  |
| 60           | 22        | Beard In Her Pulpit          | Bradka v její kazatelně | Beth McCarthy-Miller | námět: Al Higgins, Gina Yashere a Matt Ross scénář: Nathan Chetty, Gloria Bigelow a Marla DuMont            | 23. května 2022    | 9. února 2023  |

### Čtvrtá řada (2022–2023)
| Č. v seriálu | Č. v řadě | Původní název                  | Český název   | Režie                | Scénář | Premiéra v USA     | Premiéra v ČR |
| ------------ | --------- | ------------------------------ | ------------- | -------------------- | --- | ------------------ | ------------- |
| 61           | 1         | Touched by a Holy Hand         | bude oznámeno | Beth McCarthy-Miller | námět: Al Higgins. Gina Yashere a Matt Ross scénář: Carla Filisha, Nathan Chetty a Ibet Inyang Beneche         | 19. září 2022      | bude oznámeno |
| 62           | 2         | Bibles to Brothels             | bude oznámeno | Beth McCarthy-Miller | námět: Al Higgins, Gina Yashere a Marla DuMont scénář: Gloria Bigelow, Dave Pilson a Jamarcus Turner           | 26. září 2022      | bude oznámeno |
| 63           | 3         | Americans and Their Dreams     | bude oznámeno | Beth McCarthy-Miller | námět: Chuck Lorre, Gina Yashere a Matt Ross scénář: Carla Filisha, Ibet Inyang Beneche a Sam Mohamed Elhindi  | 3. října 2022      | bude oznámeno |
| 64           | 4         | Inner Boss Bitch               | bude oznámeno | Beth McCarthy-Miller | námět: Chuck Lorre, Gina Yashere a Matt Ross scénář: Carla Filisha, Dave Pilson a Jamarcus Turner              | 10. října 2022     | bude oznámeno |
| 65           | 5         | Kicked Outta the Dele Club     | bude oznámeno | Beth McCarthy-Miller | námět: Chuck Lorre, Gina Yashere a Matt Ross scénář: Nathan Chetty, Gloria Bigelow a Marla DuMont              | 17. října 2022     | bude oznámeno |
| 66           | 6         | Two Rusty Tractors             | bude oznámeno | Beth McCarthy-Miller | námět: Chuck Lorre, Gina Yashere a Matt Ross scénář: Nathan Chetty, Ibet Inyang Beneche a Sam Mohamed Elhindi  | 24. října 2022     | bude oznámeno |
| 67           | 7         | Your Father's Kingdom          | bude oznámeno | Beth McCarthy-Miller | námět: Chuck Lorre, Gina Yashere a Carla Filisha scénář: Matt Ross, Marla DuMont a Dave Pilson                 | 14. listopadu 2022 | bude oznámeno |
| 68           | 8         | Estée Lauder and Goat Meat     | bude oznámeno | Beth McCarthy-Miller | námět: Chuck Lorre, Gina Yashere a Matt Ross scénář: Nathan Chetty, Ibet Inyang Beneche a Gloria Bigelow       | 21. listopadu 2022 | bude oznámeno |
| 69           | 9         | Idle Nigerians                 | bude oznámeno | Beth McCarthy-Miller | námět: Chuck Lorre, Gina Yashere a Matt Ross scénář: Carla Filisha, Marla DuMont a Jamarcus Turner             | 5. prosince 2022   | bude oznámeno |
| 70           | 10        | An Afro and a Peugeot          | bude oznámeno | Beth McCarthy-Miller | námět: Chuck Lorre, Gina Yashere a Matt Ross scénář: Nathan Chetty, Ibet Inyang Beneche a Sam Mohamed Elhindi  | 16. ledna 2023     | bude oznámeno |
| 71           | 11        | Twerk O' Clock                 | bude oznámeno | Beth McCarthy-Miller | námět: Gina Yashere a Jesse Jensen scénář: Gloria Bigelow, Marla DuMont a Dave Pilson                          | 23. ledna 2023     | bude oznámeno |
| 72           | 12        | My Successful Lawyer Son       | bude oznámeno | Beth McCarthy-Miller | námět: Matt Ross, Gina Yashere a Carla Filisha scénář: Nathan Chetty, Ibet Inyang Beneche a Jamarcus Turner    | 6. února 2023      | bude oznámeno |
| 73           | 13        | Happy People Are Lazy          | bude oznámeno | Beth McCarthy-Miller | námět: Gina Yashere, Matt Ross a Jesse Jensen scénář: Carla Filisha, Dave Pilson a Sam Mohamed Elhindi         | 13. února 2023     | bude oznámeno |
| 74           | 14        | Put that Toe on Ice            | bude oznámeno | Beth McCarthy-Miller | námět: Matt Ross, Gina Yashere a Nathan Chetty scénář: Gloria Bigelow, Marla DuMont a Jamarcus Turner          | 27. února 2023     | bude oznámeno |
| 75           | 15        | Every Character Is the Villain | bude oznámeno | Beth McCarthy-Miller | námět: Gina Yashere, Matt Ross a Gloria Bigelow scénář: Ibet Inyang Beneche, Dave Pilson a Sam Mohamed Elhindi | 13. března 2023    | bude oznámeno |
| 76           | 16        | Mmm, Fresh Baked Sock!         | bude oznámeno | Beth McCarthy-Miller | námět: Chuck Lorre, Matt Ross a Gina Yashere scénář: Carla Filisha, Marla DuMont a Jamarcus Turner             | 20. března 2023    | bude oznámeno |
| 77           | 17        | I'll Never Play Banjo Again    | bude oznámeno | Beth McCarthy-Miller | námět: Chuck Lorre, Gina Yashere a Matt Ross scénář: Nathan Chetty, Ibet Inyang Beneche a Dave Pilson          | 10. dubna 2023     | bude oznámeno |
| 78           | 18        | A Hundred CCs of Handsome      | bude oznámeno | Beth McCarthy-Miller | námět: Matt Ross, Gina Yashere a Sam Mohamed Elhindi scénář: Carla Filisha, Gloria Bigelow a Marla DuMont      | 17. dubna 2023     | bude oznámeno |